# 萘甲唑啉
萘甲唑啉（英語：Naphazoline）是一種用作解充血劑的藥物，也是一種添加到滴眼液中以緩解眼紅的血管收縮劑。當作用於粘膜時，具有快速減少腫脹的作用。它是一種具有顯著α腎上腺素活性的擬交感神經藥，作用於結膜小動脈中的α受體以產生收縮，從而減少充血。
它於1934年獲得專利，並於1942年投入醫療使用。

## 醫療用途

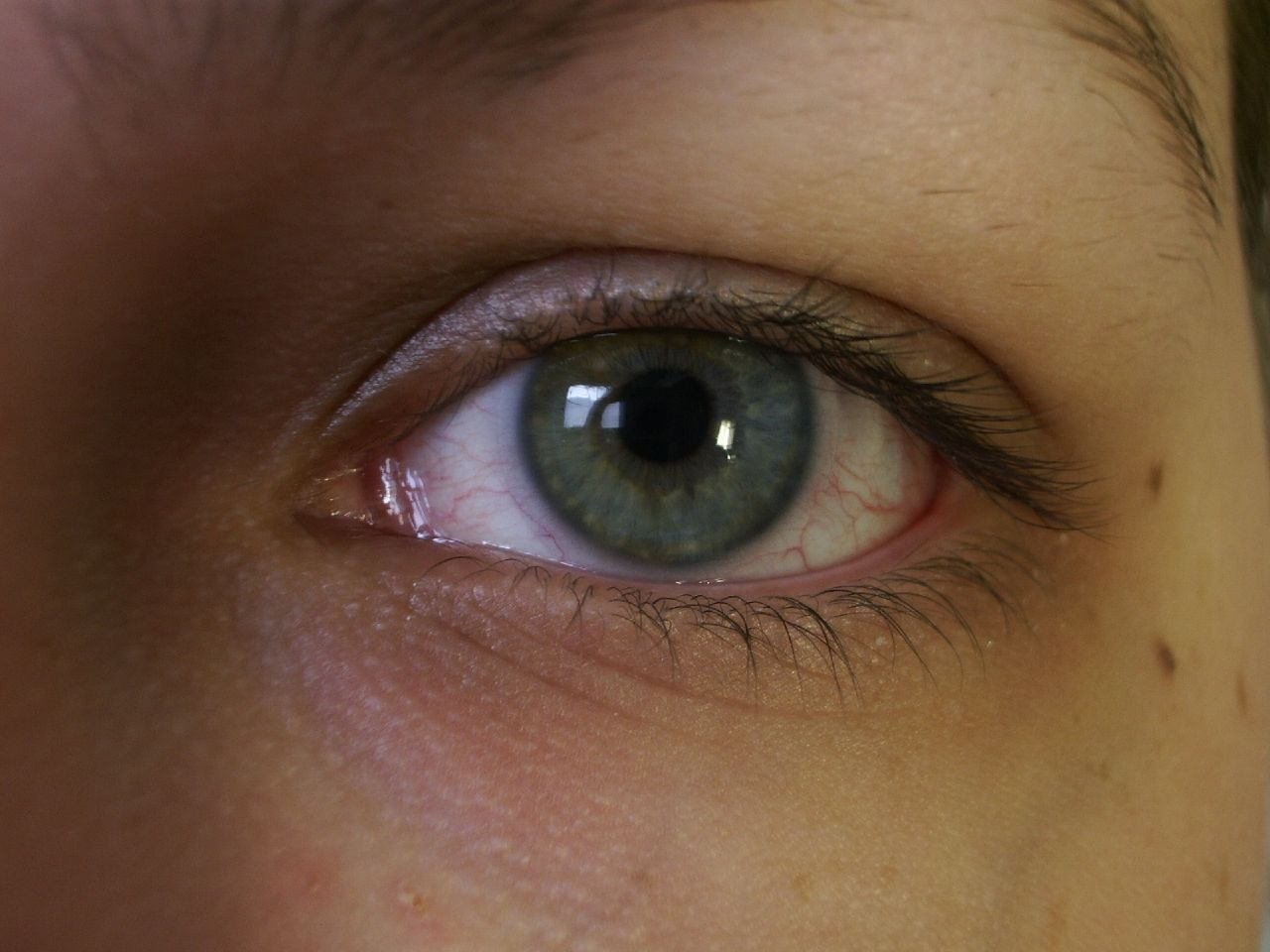
紅眼病可用萘甲唑啉治療。

### 鼻腔給藥
萘甲唑啉在鼻腔中使用可緩解鼻炎。

### 眼科用藥
在眼藥水中加入萘甲唑啉可收縮血管腫脹（眼動脈和眼靜脈）以緩解眼紅。
當確定發紅的原因時，可安全治療暫時性眼紅（如大麻引起的角膜血管擴張）。但不建議在潛在情況未知的情況下繼續使用。

## 副作用
適用於所有藥用含萘甲唑啉物質的一些警告和禁忌症是：
- 過敏；
- 嬰兒和兒童使用可導致中樞神經系統抑制，導致昏迷和體溫顯著降低；
- 心律失常等嚴重心血管疾病患者和糖尿病患者，尤其是有糖尿病酮症酸中毒傾向的患者慎用；
- 可能與中風有關。[4]

### 鼻腔給藥
長期使用可能會導致藥物性鼻炎，一種鼻塞反彈的情況。

### 眼科用藥
已知的副作用有：
- 刺痛
- 不適
- 刺激
- 增加眼紅
- 視力模糊
- 瞳孔散大
- 點狀角膜炎
- 流淚
- 增加眼壓

## 藥理
萘甲唑啉是一種混合α1和α2腎上腺素受體促效劑。

## 非法用途
萘甲唑啉已被海洛因或可卡因吸毒者濫用。其被用作中樞神經興奮劑和血管收縮劑，以增強主要藥效。